# Карась Євген Васильович
Євген Васильович Карась (14 листопада 1987 , Київ ) — український націоналістичний громадський діяч та активіст, учасник російсько-української війни, лідер громадської організації «С14», лідер рухів «Суспільство майбутнього», ГО «Освітня асамблея», ГО «Національний центр правозахисту», ГО «Спілка ветеранів війни із Росією», командир 413 окремого батальйону безпілотних систем «Рейд»

## Життєпис
Народився 14 листопада 1987 року в Києві. У 1994—2001 навчався у київській середній школі № 284, у 2001—2005 роках — у Дніпровському технічному ліцеї міста Києва.
У 2011 році закінчив Київський національний університет ім. Тараса Шевченка, магістр філософії.
У 2011 році поступив на навчання в аспірантуру Національного інституту стратегічних досліджень за спеціальність «Національна безпека».

### Громадсько-політична діяльність (2008-дотепер)
З 2008 року активний учасник громадських рухів, координатор громадського руху «Збережи старий Київ», представник громадськості на круглих столах щодо проблем містобудування, організованих Міністерством регіонального розвитку, будівництва та ЖКГ України. Брав участь у протестах проти забудови Скверу Стуса і перебудови Гостинного двору. Діяльність «С14» щодо забудов привернула увагу правоохоронних органів, за активістами почалося стеження. У 2013 році активістам «С14» вдалося схопити співробітника правоохоронних органів, що вів стеження. Євген Карась тоді повідомив, що це був співробітник департаменту «Т» СБУ, що мали завдання залякувати активістів «С14» та «Свободи». Невдовзі проти Євгена Карася під час режиму Януковича було порушено кримінальну справу за організацію заворушень на одному з будівельних майданчиків і був оголошений у розшук.
З 2010 до 2014 був членом ВО «Свобода» — голова контрольно-ревізійної комісії Київської міської організації. У 2012—2014 роках працював помічником народного депутата України Андрія Іллєнка. У 2014 році балотувався до Київради за списками «Свободи», але не був обраний.
З 2014 року співзасновник ГО «Ніколи знову», яка займалася питаннями люстрації та моніторингу протиправної діяльності державних чиновників режиму Януковича. З 2016-го — співзасновник ГО «Національний Центр Правозахисту», що займається зокрема моніторингом та інспекцією виправних закладів по всій Україні та керівник ГО «Спілка ветеранів війни із Росією», яка налагоджує системну співпрацю між ветеранами російсько-української війни.
Заснував навчально-просвітницьку ініціативу «Освітня асамблея». У 2018 році цей проєкт дістав фінансування від держави, ставши одним з переможців у конкурсі громадського бюджету Києва, комісія мала членів з Міністерства молоді та спорту. Сам Євген Карась уточнив, що гроші виділяються на проведення заходів, а не на громадські організації.
В період 2016 по 2018 роки проводив семінари і табори із національно-патріотичного виховання спільно із Міністерством молоді та спорту в Києві, Чернігові, Житомирі, лекції у Києво-Могилянській академії та Київському військовому ліцеї ім. Івана Богуна, семінар сучасних технологій «Smart-techno» у Києві.
Працював помічником народного депутата Україні Ігора Гузя на громадських засадах.
Є членом Громадської ради Міністерства у справах ветеранів. Декілька років був членом Ради громадського контролю НАБУ.

### Євромайдан (2013)
Брав активну участь у подіях Євромайдану на стороні протестувальників. 1 грудня 2013 року, поки відбувалися заворушення на вулиці Банковій, Євген Карась був одним з координаторів, що керували захопленням будівель КМДА та Будинку профспілок на Хрещатику силами активістів Майдану. Згодом був призначений комендантом захопленої КМДА. Очолював сотню самооборони ім. Князя Святослава Хороброго. Раніше відкриту режимом Януковича кримінальну справу проти Карася після перемоги Євромайдану закрили.

### Російсько-українська війна (з 2014)
На початку російсько-української війни вступив у батальйон МВС «Київ-2». Чергував на блокпості в районі Волновахи, займався виявленням спільників проросійських угруповань.
Згодом перейшов до батальйону «Гарпун», який спеціалізувався на розвідці та антидиверсійних діях.
Виконував завдання в районі міст Авдіївка, Станиця Луганська, Волноваха, Майорськ.

### Після повномасштабного вторгнення Росії в Україну (з 2022)
З початком російського вторгнення в Україну 24 лютого 2022 року бере участь в бойових діях у складі Збройних сил України.
З 2023 року по серпень 2024 року служив в якості заступника командира 14-го окремого полку БпАК з морально-психологічного забезпечення.
З 12 вересня 2024 року командир 413 окремого батальйону безпілотних систем «Рейд».

## Родина
Брат — Володимир Карась, учасник російсько-української війни, загинув при обороні Києва 3 березня 2022 року.

## Санкції та судові справи
У серпні 2017 року поліція зупинила у Дніпрі автомобіль «Opel» під керуванням Євгена Карася, патрульні склали протокол про водіння в нетверезому стані. Однак суд закрив справу на тій підставі, що поліція не внесла алкотестер, який використовувала, до переліку технічних засобів.
У листопаді 2018 року Росія наклала іменні санкції на українських діячів. Але переплутала лідера націоналістичної організації «С14» Євгена Васильовича Карася з його тезкою Євгеном Валерійовичем Карасем, який тримає художню галерею в Києві, і ввела їх проти останнього. Але у грудні того ж року Євген Васильович Карась потрапив до оновленого російського санкційного списку.
В січні 2019 року Євгена було заочно арештовано Басманним судом Москви за напад на російське посольство в Києві 2016 року. Сам Карась відкидає свою участь в заході, називаючи Росію «криворукими терористами».

### Інтерв'ю
- Вікторія Герасимчук, Олег Базар, Євген Карась: "Оголошення в розшук — помста за те, що ми зловили міліцейську спецгрупу, елітний «ескадрон смерті» [Архівовано 3 лютого 2019 у Wayback Machine.] // Лівий берег, 8 лютого 2014
- Татьяна Заровная, Евгений Карась: К убийству Бузины может быть причастен 7-й отдел МВД [Архівовано 26 жовтня 2018 у Wayback Machine.](рос.) // Новости Донбасса, 15 серпня 2015
- Ольга Костіна, Євген Карась, активіст об'єднання націоналістів С14: «Найбільша помилка влади — не повірили у власну націю, в її можливості» [Архівовано 26 жовтня 2018 у Wayback Machine.] // genplanua.com, 13.11.2016
- Віолетта Кіртока, Валерія Бурлакова, Лідер С14 Євген Карась: «Багато хто з активістів боявся їхати до Крисіна додому. Ще до Майдану він убив свого особистого охоронця. Це справжній чорт» [Архівовано 2 квітня 2018 у Wayback Machine.] // Цензор.нет, 28.03.18
- Лана Самохвалова, Громадський контроль НАБУ: кожній свашці по ковбасці [Архівовано 26 жовтня 2018 у Wayback Machine.] // Укрінформ, 04.06.2018